# Meryta raiateensis
Meryta raiateensis là một loài thực vật thuộc họ Araliaceae. Đây là loài đặc hữu của Polynésie thuộc Pháp.